# ماه خونین (فیلم ۱۹۹۰)
ماه خونین (به انگلیسی: Bloodmoon) یک فیلم اسلشر استرالیایی محصول سال ۱۹۹۰ به کارگردانی الک میلز با بازی لئون لیسک، کریستین آمور، ایان ویلیامز، هلن تامسون و کریگ کرونین است.